# Il giocatore (album)
Il giocatore (1974) è il diciassettesimo album di Peppino Di Capri.

## Descrizione
L'album contiene tracce quasi tutte inedite e registrate appositamente per il disco, tranne l'ultima canzone, Champagne (pubblicata a dicembre del 1973 e presentata a Canzonissima, e che nel frattempo era già stata inserita nella colonna sonora del film Profumo di donna, divenendo negli anni probabilmente il brano più celebre del cantautore campano), e la sesta traccia Amore grande amore mio (su testo di Claudio Mattone e musica di Piero Pintucci), pubblicata su singolo a primavera 1974 e che di Capri aveva anche presentato ad Un disco per l'estate.
Le altre canzoni sono meno note, e soltanto Lasciamo stare e Il giocatore saranno pubblicate anche su 45 giri. In contemporanea con l'uscita dell'album fu pubblicato il singolo Domani/Finale scontato. La prima canzone fu la sigla del programma Gran Varietà di quell'anno. Lasciamo stare fu presentata a Tante scuse.
L'album è stato ripubblicato come raccolta nel 1979 dalla Record Bazaar (sottoetichetta sussidiaria della CGD) con il titolo Teneramente e copertina diversa, ed era anche disponibile su musicassette. La copertina originale raffigura su uno sfondo tutto verde Di Capri racchiuso in una mini-foto stile carta da gioco (che ovviamente richiama il titolo del disco) con un calice in mano (per rievocare Champagne).
Questo disco non venne mai successivamente ripubblicato in CD.

## Tracce
Lato A
- Il giocatore (testo di Depsa, musica di Sergio Iodice e Mimmo Di Francia)
- Lei signora (testo di Depsa e Sergio Iodice, musica di Mimmo Di Francia)
- Lasciamo stare (testo di Depsa e Sergio Iodice, musica di Giuseppe Faiella)
- Giuseppe (testo di Sharade, musica di Tony Iglio)
- Dove vai (testo di Mimmo Di Francia, musica di Piero Braggi)
- Amore grande, amore mio (testo di Claudio Mattone, musica di Piero Pintucci)

Lato B
- Non è possibile (testo di Mimmo di Francia e Depsa, musica di Aldo Guida)
- Ami solo te (testo di Mimmo Di Francia, musica di Francesco Campanino)
- Sarebbe bello (testo di Giovanni Peis e Sergio Iodice, musica di Depsa)
- Finale scontato (testo di Depsa e Sergio Iodice, musica di Mimmo Di Francia)
- Domani (testo di Depsa e Sergio Iodice, musica di Mimmo Di Francia)
- Champagne (testo di Depsa, musica di Sergio Iodice e Mimmo Di Francia)

## Fonti
- Tutte le notizie sugli autori sono state dedotte oltre che dalla prima pubblicazione su LP dalle note della banca dati SIAE online.

## Formazione
- Peppino di Capri - voce, pianoforte
- Piero Braggi - chitarra, cori
- Ettore Falconieri - batteria, percussioni
- Gianfranco Raffaldi - organo Hammond, cori
- Pino Amenta - basso, cori